# Nicolás Alfaro y Brieva
Nicolás Alfaro y Brieva (Santa Cruz de Tenerife, 29 de diciembre de 1826-Barcelona, 30 de abril de 1905) fue un pintor, violinista y académico español. Romántico plenairista en su isla natal, Tenerife, y en Cataluña (donde entró en contacto con la escuela paisajística de Olot).
Se inició como pintor en su ciudad natal; activo promotor de la Academia de Bellas Artes de Canarias (RACBA), de la que llegaría a ser director relevando al que fuera su primer maestro Lorenzo Pastor y Castro, impartió en dicha institución clases de dibujo, pintura y escultura. Hizo algunas decoraciones pictóricas para el Teatro Municipal de Santa Cruz y para la iglesia de Santo Domingo de La Laguna. En 1866 fue nombrado a su vez, académico de la Real Academia de Bellas Artes de San Fernando  en Madrid, centro en el que había estudiado paisaje con Jenaro Pérez Villaamil y Carlos de Haes, de cuyo círculo de plenairistas formó parte.
Clausurada la Academia Canaria en 1869, en 1874 se trasladó a Barcelona donde tras conocer a Joaquín Vayreda frecuentó el llamado «grupo de paisajistas de Olot».
Destacó como marinista y se le ha considerado uno de los primeros pintores canarios que trató el paisaje como género independiente. Buena parte de su obra se conserva en el Museo Municipal de Bellas Artes de Santa Cruz de Tenerife.